# フジ・ダイレクト・マーケティング
株式会社フジ・ダイレクト・マーケティングは、通信販売事業を行う株式会社ディノスと株式会社セシールの持株会社（中間持株会社）だった企業。株式会社フジ・メディア・ホールディングスの完全子会社であった。

## 概要
株式会社フジ・メディア・ホールディングスが、子会社を通じて通信販売事業を行う株式会社セシールを買収したことから、グループの同業会社である株式会社ディノスと経営統合する目的で、共同株式移転により中間持株会社として設立された。
2013年7月、株式会社ディノスが当社と株式会社セシールを吸収合併し株式会社ディノス・セシールとなったため、解散した。

## 沿革
- 2009年7月8日 - 株式会社フジ・メディア・サービスが、株式会社セシールに対する株式公開買付け（TOB、5月15日-7月1日実施）の結果、同社を子会社化（78.06%）。
- 2009年11月25日 - 株式会社フジ・メディア・サービスと株式会社セシールが、完全子会社化を目的として株式交換契約を締結。
- 2010年3月8日 - 株式会社フジ・メディア・サービスが、株式交換を行い、株式会社セシールを完全子会社化。
- 2010年3月10日 - 株式会社フジ・メディア・サービスが、株式会社セシールの全株式を、株式会社フジ・メディア・ホールディングス（FMH）に譲渡し、株式会社セシールがFMHの完全子会社となる。
- 2010年4月1日 - FMH完全子会社2社の株式会社ディノスと株式会社セシールが共同で株式移転を行い、中間持株会社の株式会社フジ・ダイレクト・マーケティングを設立。
- 2013年7月1日 - 株式会社ディノスが株式会社フジ・ダイレクト・マーケティング並びに株式会社セシールを吸収合併し株式会社ディノス・セシールとなる。